# Pati Point Marine Preserve
Pati Point Marine Preserve – rezerwat morski u północno-wschodnich wybrzeży Guamu (okolice przylądka Pati Point) zajmujący powierzchnię 20 km². Rezerwat został założony w 1973 roku, początkowo jako obszar zarządzany przez United States Air Force (rezerwat położony jest w bezpośrednim sąsiedztwie Andersen Air Force Base). Rezerwat chroni rafy oraz obszary gniazdowania żółwia zielonego, występują tu także skorupiaki oraz znajdują się obszary tarłowe ryb.